# Walery (Łęg Starościński)
Walery – część wsi Łęg Starościński w Polsce, położona w województwie mazowieckim, w powiecie ostrołęckim, w gminie Lelis.
W latach 1975–1998 Walery administracyjnie należał do województwa ostrołęckiego.